# Mot invariable en roumain
Cet article traite des mots invariables du roumain, du point de vue morphologique et partiellement syntaxique, dans la perspective de la grammaire traditionnelle.

## L’adverbe

### Classification
On peut classer les adverbes de plusieurs points de vue.
Selon leur origine, il y des adverbes :
- primaires, c’est-à-dire hérités du latin ou empruntés en tant qu’adverbes : cam « environ », ieri « hier », mereu « tout le temps », tocmai « justement » ;
- formés par dérivation lexicale (moins fréquents qu’en français) :
  - de noms : român « roumain » > românește « en roumain », cruce « croix » > cruciș « en croix, en louchant » ;
  - de verbes : a se târî « ramper » > târâș « en rampant » ;
  - d’adverbes interrogatifs (când « quand », cum « comment », unde « où »), qui donnent des adverbes indéfinis, avec le préfixe ori- (oricând « n’importe quand », oricum « n’importe comment », oriunde « n’importe où ») et avec le suffixe -va (cândva « à un moment », cumva « de quelque manière », undeva « quelque part »), ou des adverbes négatifs, avec le préfixe nici- : nicicând « jamais », nicicum « d’aucune manière », niciunde « nulle part » ;
- formés par conversion lexicale :
  - d’adjectifs, par utilisation de la forme de masculin singulier de ceux-ci, ce qui fournit la plupart des adverbes de manière : un cântec frumos « une belle chanson » vs. a cânta frumos « chanter bien » (littéralement « bellement ») ;
  - de noms, qui peuvent être sans article défini [beat turtă « ivre mort » (litt. « ivre galette »), Pleacă miercuri « Il/Elle s’en va lundi ») ou avec article défini : Vara ne ducem la mare « L’été, nous allons à la mer ».

Selon leur sens, les adverbes roumains peuvent être classés en :
- non pronominaux (la plupart), qui expriment directement le lieu, le temps, la manière, etc. ;
- pronominaux (relativement peu nombreux), provenant de radicaux pronominaux et se comportant de manière semblable aux pronoms, c’est-à-dire remplaçant des mots qui expriment des circonstances de façon directe. Leur classification aussi est semblable à celle des pronoms :
  - démonstratifs : acolo « là-bas », aici « ici », acum « maintenant », atunci « alors », așa « ainsi » încoace « vers ici », încolo « vers là-bas » ;
  - interrogatifs : când « quand », cum « comment », încotro « vers où », unde « où » ;
  - indéfinis : altundeva « ailleurs », cândva « à un moment », odată « une fois », oricând, « n’importe quand », uneori « parfois » ;
  - négatifs : nicăieri, niciunde « nulle part », nicicând, niciodată « jamais », nicicum « d’aucune façon ».

### Les degrés de comparaison des adverbes
En général, ce sont les adverbes de manière et certains adverbes de temps qui ont des degrés de comparaison. Exemple :
Comparatif :
- de supériorité : El scrie mai bine decât / ca mine « Il écrit mieux que moi »
- d’égalité : El scrie tot așa de / tot atât de / la fel de bine ca mine « Il écrit aussi bien que moi »
- d’infériorité : El scrie mai puțin bine decât / ca mine « Il écrit moins bien que moi »

Superlatif :
- relatif :
  - de supériorité : El scrie cel mai bine dintre toți « Il écrit le mieux de tous »
  - d’infériorité : El scrie cel mai puțin bine dintre toți « Il écrit le moins bien de tous »
- absolu : El scrie foarte / tare / extraordinar de bine « Il écrit très / extraordinairement bien »

Remarques :
1. Le superlatif relatif se forme non pas avec l’article défini, comme en français, mais avec l’article démonstratif propre au roumain.
2. Les correspondants roumains des adverbes français à degrés de comparaison irréguliers forment régulièrement leurs degrés de comparaison : mai bine « mieux », mai mult « plus », mai puțin « moins ».
3. Mult « beaucoup » accepte foarte « très » au superlatif absolu.

### Les adverbes du point de vue de la syntaxe

#### Adverbes à fonction syntaxique
L’adverbe remplit le plus souvent la fonction de complément circonstanciel d’un verbe :
- de lieu : Locuiește aici « Il/Elle habite ici »[3] ;
- de temps : Vino mâine! « Viens demain ! »[4] ;
- de manière : Hai repede! « Viens vite ! »[5] ;
- de quantité : Mănâncă mult « Il/Elle mange beaucoup »[6].

L’adverbe peut être subordonné non seulement à un verbe (les exemples ci-dessus), mais aussi à un adjectif (Suntem puțin obosiți « Nous sommes un peu fatigués ») ou à un autre adverbe : Putem face asta numai acum « Nous pouvons faire ça seulement maintenant ».
La plupart des adverbes peuvent subordonner à leur tour un autre adverbe, un nom ou un pronom : prea departe « trop loin », departe de școală « loin de l’école », departe de mine « loin de moi ».
L’adverbe peut aussi être complément du nom avec la préposition de : ziarul de ieri « le journal d’hier ».
Les grammaires roumaines traditionnelles considèrent qu’il y a aussi quelques adverbes pouvant remplir la fonction de prédicat : Bineînțeles că va veni « Bien sûr qu’il/elle viendra ».

##### Particularités de construction des adverbes
L’adverbe peut être lié à un autre terme de la proposition directement ou à l’aide d’une préposition.
Verbe + adverbe
L’adverbe peut suivre directement le verbe qui le subordonne ou il y est lié par une préposition. En général, le même adverbe a des sens différents avec et sans préposition : Stau jos « Je me tiens en bas » vs. Stau pe jos « Je reste assis(e) par terre » ; Scriu acasă « J’écris chez moi » vs. Scriu de acasă « J’écris de chez moi » ; Vine curând « Il/Elle viendra bientôt » vs. A venit de curând « Il/Elle est venu(e) récemment ». Mais parfois, le sens de l’adverbe est le même sans et avec préposition. Dans ce cas il y a synonymie entre un adverbe et une locution adverbiale : abia/de-abia « à peine », curând/în curând « bientôt ».
Adverbe + adjectif ou adverbe
La plupart de ces constructions se réalisent avec la préposition de (atât de frumos « tellement beau », suspect de bine « si bien que c’en est suspect »), mais d’autres sans préposition : cam bolnav « un peu malade », prea cuminte « trop sage ».
Adverbe + nom ou pronom
Certains adverbes se construisent avec un nom au cas datif (contrar așteptărilor « contrairement aux attentes »), d’autres avec une préposition : paralel cu aceasta « parallèlement à cela », departe de școală « loin de l’école », referitor la noi « nous concernant ». Il y a aussi quelques adverbes qui entrent dans des constructions synonymes syntaxiques, le nom pouvant être au datif ou avec la préposition cu : conform știrilor = conform cu știrile « conformément aux informations ».

#### Adverbes sans fonction syntaxique
Les grammaires traditionnelles du roumain rangent parmi les adverbes des mots qui n’ont jamais de fonction syntaxique et aussi d’autres qui peuvent en avoir une mais n’en ont pas dans certains cas. Dans certaines grammaires d’autres langues, ces mots constituent des classes grammaticales à part : des mots-phrases, des particules et des modalisateurs.
Les mots-phrases sont appelés par Avram 1997 « adverbes qui constituent à eux seuls des propositions non analysables ». De tels mots sont da « oui », ba da « si », nu « non », ba nu « mais non ».
Les mots qui peuvent être des adverbes proprement-dit, c’est-à-dire avoir une fonction syntaxique, mais occasionnellement sont présents dans une proposition sans avoir une fonction de ce genre, sont appelés par certains grammairiens du roumain « adverbes modaux » (exemple : Poate Dan a greșit ieri « Dan a peut-être eu tort hier ») et « expressions modales adverbiales » : Vine cu siguranță azi « Il/Elle vient sûrement aujourd’hui ».

## La préposition
Les prépositions roumaines ont la même fonction que les prépositions françaises.
Du point de vue de leur forme, les prépositions peuvent être :
- simples, c’est-à-dire constituées d’un seul mot : de « de », la « à », lângă « à côté de », pentru « pour », prin « par », spre « vers » ;
- composées de deux prépositions simples : de la « de » exprimant l’origine, de lângă « d’à côté de » ;
- des locutions prépositionnelles, formées d’au moins une préposition et un mot d’une autre nature : în loc de « au lieu de », împreună cu « avec ».

Les prépositions peuvent mettre en relation des mots de même nature qu’en français :
- un nom avec un autre nom ou avec un pronom : satul dintre munți « le village entre les montagnes », monstrul din el « le monstre en lui » ;
- un adjectif avec un nom ou avec un pronom : băiatul nebun după muzică « le garçon fou de musique », bărbatul îndrăgostit de ea « l’homme amoureux d’elle » ;
- un verbe avec un nom ou avec un pronom : Vorbesc cu Victor « Je parle à Victor », Vorbesc cu el « Je lui parle » ;
- un verbe avec un adverbe : Scriu de acasă « J’écris de chez moi » ;
- un verbe à un mode personnel avec un verbe à l’infinitif : Insista pentru a mă convinge « Il/Elle insistait pour me convaincre » ;

Parmi les particularités du roumain par rapport au français, concernant l’emploi des prépositions, on peut citer :
- Le verbe au participe précédé de la préposition de exprime une action à accomplir : Am ceva de făcut « J’ai quelque chose à faire ».
- À la différence du français, en roumain il y a des cas où le complément d’objet direct est précédé d’une préposition, pe. On emploie avec pe les noms propres de personnes et d’animaux : Îl văd pe Ion « Je vois Ion », Îl chem pe Grivei « J’appelle Grivei (nom de chien) ». Il en est de même pour les noms communs de personnes s’ils sont déterminés : Îl aștept pe director « J’attends le directeur »[17]. On utilise également pe pour les pronoms (sauf certains pronoms indéfinis), même s’ils se réfèrent à un inanimé : M-ai văzut pe mine? « Tu m’as vu(e), moi ? » ; Pe care o iei? « Laquelle prends-tu ? ».

Chaque préposition régit un certain cas grammatical :
La plupart des prépositions s’emploient avec l’accusatif :
Mergea către oraș « Il/Elle allait vers la ville »
Poți veni cu oricine « Tu peux venir avec n’importe qui »
bijuterie de argint « bijou en argent »
fată de la oraș « une fille de la ville »
Vorbește despre tine « Il/Elle parle de toi »
băiatul din casa vecină « le garçon de la maison voisine »
ușa dinspre stradă « la porte donnant sur la rue »
A venit după mine « Il/Elle est venu(e) après moi »
Rămâi în cameră! « Reste dans ta chambre ! »
Vino la mine! « Viens chez moi ! »
Du-te lângă copac! « Va près de l’arbre ! »
A fost fidel până la moarte « Il a été fidèle jusqu’à sa mort »
Florile sunt pe masă « Les fleurs sont sur la table »
Ne întâlnim pe la ora cinci « On se rencontre vers cinq heures »
Fă-o pentru mine! « Fais-le pour moi ! »
Dă-mi telefon peste o oră! « Téléphone-moi dans une heure ! »
Venea spre noi « Il/Elle venait vers nous »
Pisica e sub masă « Le chat est sous la table »
Quelques prépositions s’utilisent avec le génitif :
N-am nicio influență asupra colegilor « Je n’ai aucune influence sur mes collègues »
Ei luptă contra poluării « Ils combattent la pollution »
Orașul se întinde de-a lungul râului « La ville s’étend le long de la rivière »
Ce este deasupra ultimului etaj? « Qu’est-ce qu’il y a au-dessus du dernier étage ? »
Ursul a ieșit dinapoia copacului « L’ours est sorti de derrière l’arbre »
N-am obiecții împotriva proiectului « Je n’ai pas d’objections contre ce projet »
Mașina e în fața casei « La voiture est devant la maison »
Am venit înaintea lui Paul « Je suis venu(e) avant Paul »
Trois prépositions synonymes régissent le datif : A reușit datorită / grație / mulțumită părinților săi « Il/Elle a réussi grâce à ses parents ».

## La conjonction
Les conjonctions roumaines ont les mêmes fonctions que leurs correspondantes françaises.
Du point de vue de leur forme, elles peuvent être :
- simples, c’est-à-dire constituées d’un seul mot : că « que », ci « mais », dar « mais », deoarece « parce que », sau « ou », și « et » ;
- composées de deux conjonctions simples : ca să « (pour) que » ;
- des locutions conjonctives, formées de groupes de mots de natures différentes : fără să « sans que », în loc să « au lieu de ».

Quant à leurs fonctions, il y a des conjonctions :
- de coordination :

Ai primit ordin, așadar trebuie să pleci « On te l’a ordonné, donc tu dois partir »
N-am câine, ci pisică « Je n’ai pas de chien mais un chat »
Nu ninge, dar e frig « Il ne neige pas mais il fait froid »
N-ai făcut nimic rău, deci nu sunt supărat pe tine « Tu n’as rien fait de mal, je ne t’en veux donc pas »
Plec fie azi, fie mâine « Je pars soit aujourd’hui, soit demain »
Eu sunt inginer, iar soția mea e actriță « Moi, je suis ingénieur, et ma femme actrice »
Știu englezește, însă nu vorbesc nemțește « Je connais l’anglais, par contre je ne parle pas allemand »
Nu vin nici azi, nici mâine « Je ne viens ni aujourd’hui ni demain »
Vii cu mine, ori / sau rămâi aici? « Tu viens avec moi ou tu restes là ? »
- de subordination :

Am venit (ca) să te ajut « Je suis venu(e) pour t’aider »
A spus că mă așteaptă « Il/Elle a dit qu’il/elle m’attendrait »
Dacă vrei, merg cu tine « Si tu veux, j’y vais avec toi »
Mai lucrează, deși este pensionar « Il travaille encore, bien qu’il soit à la retraite »
Te cred, fiindcă te cunosc « Je te crois, parce que je te connais »
E așa de obosit, încât nu poate adormi « Il est tellement fatigué, qu’il ne peut pas s’endormir »
Așteaptă până (ce) mă întorc! « Attends jusqu’à ce que je revienne ! »
Ud cu multă apă, pentru ca florile să se dezvolte bine « J’arrose avec beaucoup d’eau, pour que les fleurs se développent bien »
E imposibil să nu vină « Il est impossible qu’il/elle ne vienne pas »
Remarques :
1. Il y a deux conjonctions qui correspondent à la conjonction française « mais », ayant des nuances de sens différentes : le sens de dar exprime une opposition moyenne, son sens étant proche de « malgré cela, quand même », alors que ci exprime le plus haut degré de l’opposition, étant utilisée après une proposition négative.
2. Il y a également deux conjonctions qui correspondent à « et » : și exprime un simple rapport copulatif, alors que iar a un sens proche de « d’autre part » et ne peut coordonner que des propositions.
3. La conjonction să est exclusivement utilisée pour introduire une proposition subordonnée dont le verbe est au subjonctif, devenant un morphème de ce mode.
4. La conjonction composée ca să est réductible à să lorsque le sujet de la subordonnée qu’elle introduit n’est pas exprimé par un nom ou un pronom [Am venit (ca) să te ajut], mais ne l’est pas dans le cas contraire (Ud cu multă apă, pentru ca florile să se dezvolte bine) ni quand, dans une phrase négative, la négation est renforcée par l’adverbe cumva : Îi dau telefon, ca nu cumva să plece fără mine « Je lui donne un coup de téléphone, pour qu’il/elle ne parte pas sans moi ».
5. Le mode verbal régi par les conjonctions qui introduisent des subordonnées circonstancielles n’est pas toujours le même en roumain et en français. Ainsi, par exemple, le verbe de la subordonnée de condition introduite par dacă « si » peut être au futur de l’indicatif et aussi au conditionnel : Dacă ar putea (conditionnel présent), ar veni « Si elle pouvait (imparfait de l’indicatif), elle viendrait ». Là où en roumain la conjonction demande l’indicatif, sa correspondante française peut exiger le subjonctif : Mai lucrează, deși este pensionar « Il travaille encore, bien qu’il soit à la retraite » ; Așteaptă până (ce) mă întorc! « Attends jusqu’à ce que je revienne ! »

## L’interjection
Dans les grammaires traditionnelles du roumain, la notion d’interjection inclut aussi les onomatopées, des mots invariables servant à appeler ou à chasser des animaux, des mots d’autres classes grammaticales utilisés exclamativement, et même des syntagmes, voire de courtes phrases exclamatives.

### Classification
Selon leur origine, on peut distinguer d’un certain point de vue des interjections primaires et des interjections secondaires.
Les interjections primaires peuvent être, selon leur forme, des mots constitués d’une seule voyelle (a!, o!), d’une diphtongue (ei! « eh ! », au! « aïe ! »), d’une voyelle et d’une consonne (ah!, oh!), de deux syllabes (aha! « ah bon ! »), de deux ou plusieurs éléments identiques ou partiellement différents : cuțu-cuțu! (pour appeler un chien), tic-tac!, pif-paf-puf! (imitation de sons produits par des tapes).
Les interjections secondaires sont des mots d’une autre classe grammaticale raccourcis : aș! « mais non ! » (< așa « ainsi »), păi « ben » (< apoi « puis ») fa! / fă! (< fată « fille ») (interjection du registre de langue populaire pour s’adresser à une femme ou l’aborder).
Selon Bărbuță 2000, des noms (ajutor! « au secours ! »), des verbes (Stai! « Stop ! »), des syntagmes (Doamne sfinte! « Mon Dieu ! »), des phrases (Acu-i acu! « Maintenant ou jamais ! ») utilisés exclamativement ont une valeur d’interjection.
D’un autre point de vue, il y a des interjections créées sur le terrain du roumain et des interjections empruntées, telles na! « tiens ! » (d’une langue slave), hai! « allez ! », « viens ! » (du turc), alo! « allô ! » (du français), bravo! (de l’italien).
Selon leur sens, d’un certain point de vue il peut s’agir d’interjections spécifiques et d’interjections polysémantiques, non spécifiques. Les spécifiques ont un seul sens : sâc! « nananère ! » (exprimant la satisfaction malicieuse). Une interjection à plusieurs sens, dépendant de la situation de communication, est, par exemple, ah! (exprimant la douleur, le regret, le désespoir, la peur, la nostalgie, la compassion, le dépit, la satisfaction, l’admiration, le désir, etc.).
D’un autre point de vue, on peut distinguer selon leur sens pragmatique, des interjections :
- exprimant un état physique ou psychique : au! « aïe ! », brr! (expression de la sensation de froid), of! « oh ! » (expression de la souffrance psychique), vai! « hélas ! » ;
- volitifs :
  - s’adressant à des personnes : alo!, nani! « dodo ! » ;
  - s’adressant à des animaux : cea! (pour faire aller des animaux de traction à droite), hăis! (pour faire aller des animaux de traction à gauche), zât! (pour chasser un chat).

D’un troisième point de vue sémantique, il y a les interjections proprement-dites et les onomatopées.

### Les interjections du point de vue de la syntaxe
En général, les interjections n’ont pas de fonction syntaxique. La plupart du temps, elles constituent des mots-phrases.
Toujours sans fonction syntaxique, il y a des interjections employées dans des phrases. Par exemple l’interjection mot-phrase du registre familier măi! « eh, toi ! » peut être utilisée devant un nom masculin de personne quand on s’adresse à elle : Măi Zaharie… Il y a aussi une interjection qui peut être utilisée seulement en phrase : Ia să vedem! « Voyons donc ! ».
Selon certains auteurs, il y a des interjections, principalement volitives, qui peuvent avoir une fonction prédicative, surtout en tant que mots-phrases, mais aussi en phrase simple à plusieurs termes : Na-ți cartea! « Tiens le livre ! ». L’interjection hai! se voit même ajouter trois désinences personnelles : haide!, haidem!, haideți!, la première forme avec pour sujet la 2e personne du singulier, la seconde pour la 1re du pluriel et la troisième pour la 2e du pluriel.
À la suite d’une conversion lexicale, des interjections peuvent avoir d’autres fonctions syntaxiques aussi :
- attribut : E vai de tine! « Tu es fichu(e) ! » (litt. « Est hélas de toi ! »)[26] ;
- sujet : S-auzea câte un […] aoleu « On entendait un oh là là par-ci, par-là » ;
- complément d’objet direct : Nu zice hop până n-ai sărit (litt. « Ne dis pas hop avant d’avoir sauté ») (proverbe) ;
- complément du nom : Era o iarnă... hehe! « Quel hiver c’était ! »[26].

## Sources bibliographiques
- (ro) Avram, Mioara, Gramatica pentru toți [« Grammaire pour tous »], Humanitas, Bucarest, 1997  (ISBN 973-28-0769-5)
- (ro) Bărbuță, Ion et al., Gramatica uzuală a limbii române [« Grammaire usuelle du roumain »], Chișinău, Litera, 2000  (ISBN 9975-74-295-5) (consulté le 19 février 2023)
- (en) Cojocaru, Dana, Romanian Grammar [« Grammaire roumaine »], SEELRC, 2003 (consulté le 26 mai 2017)
- (ro) Constantinescu-Dobridor, Gheorghe, Mic dicționar de terminologie lingvistică [« Petit dictionnaire de terminologie linguistique »], Bucarest, Albatros, 1980
- Grevisse, Maurice et Goosse, André, Le bon usage. Grammaire française, 14e édition, Bruxelles, De Boeck Université, 2007  (ISBN 978-2-8011-1404-9) (consulté le 19 février 2023)
- (ro) Mihuț, Lizica et Miuța, Bianca, « Actul comunicativ din perspectivă discursiv-pragmatică. Modalizarea în limba română contemporană » [« L’acte communicatif en perspective discursive-pragmatique. La modalisation en roumain contemporain »], Journal of Humanistic and Social Studies (JHSS), 1re année, no 1, 2010, Arad, Faculté des sciences humaines et sociales, Université Avram-Iancu d’Arad, pp. 69-75 (consulté le 26 mai 2017)
- (ro) Zafiu, Rodica, « Observații asupra originii și a evoluției adverbului modal poate » [« Remarques concernant l’origine et l’évolution de l’adverbe modal poate »], Marius Sala (dir.), Studii de gramatică și de formare a cuvintelor [« Études de grammarie et de formation des mots »], Bucarest, Editura Academiei Române, 2006, pp. 478-490 (consulté le 19 février 2023)